# Diga di Kalecik (Osmaniye)
La diga di Kalecik è una diga della Turchia. Si trova nella provincia di Osmaniye.